# Gerald Takwara
John Gerald Tungamirai Takwara (ur. 29 października 1994 w Harare) – zimbabwejski piłkarz grający na pozycji defensywnego pomocnika. Od 2021 jest zawodnikiem klubu Venda.

## Kariera klubowa
Swoją karierę piłkarską Takwara rozpoczął w klubie Tsholotsho Pirates. W 2012 roku zadebiutował w nim w pierwszej lidze. W 2015 przeszedł do FC Platinum. W sezonie 2016 wywalczył z nim wicemistrzostwo, a w sezonie 2017 mistrzostwo Zimbabwe.
W styczniu 2018 Takwara został piłkarzem południowoafrykańskiego Ajaksu Kapsztad. Swój debiut w nim zaliczył 9 stycznia 2018 w przegranym 1:2 domowym meczu z Mamelodi Sundowns FC. W sezonie 2017/2018 spadł z Ajaksem do drugiej ligi.
W lipcu 2019 Takwara wrócił do Zimbabwe i został zawodnikiem Ngezi Platinum FC. W sierpniu 2021 został zawodnikiem południowoafrykańskiego klubu Venda. Zadebiutował w nim 11 września 2021 w przegranym 0:1 wyjazdowym spotkaniu z Free State Stars FC.

## Kariera reprezentacyjna
W reprezentacji Zimbabwe Takwara zadebiutował 4 lipca 2015 w zremisowanym 0:0 meczu Mistrzostw Narodów Afryki 2016 z Komorami, rozegranym w Moroni. W 2022 roku został powołany do kadry na Puchar Narodów Afryki 2021. Na tym turnieju rozegrał trzy mecze grupowe: z Senegalem (0:1), z Malawi (1:2) i z Gwineą (2:1).